# Pteleos
Pteleos (Grieks: Πτελεός) is een dorp in het zuidelijke deel van het departement Magnesia, Thessalië. Sinds de hervorming van de lokale overheid in 2011 maakt het deel uit van de gemeente Almyros.  
Het gebied is al sinds de prehistorie bewoond; de oude stad Pteleon wordt genoemd in de Ilias van Homerus, en tussen Pteleos en Agioi Theodoroi bestaan verschillende graven uit de Myceense periode.

## Ligging en geschiedenis
De huidige nederzetting ligt in het noorden van de oude en middeleeuwse nederzettingen in het gebied. Aan de zuidkust van Diavlos Trikeriou ligt het oude dorp Achilleion, waar een mozaïekvloer en overblijfselen van twee vroegchristelijke basilieken zijn gevonden. Hier lag een oude nederzetting die bleef bestaan tot de vroege Byzantijnse tijd. De middeleeuwse nederzetting bevond zich in het noordelijke deel van de baai, nabij het dorp Pigadi, en wordt voor het eerst genoemd in 1192, toen werd vermeld dat "wijn uit Pteleos" (οἶνος Πτελεατικός) werd verhandeld in Constantinopel.
Na de Vierde Kruistocht (1204) kwam het gebied onder controle van het Frankische Koninkrijk Thessaloniki, maar in 1218 werd het heroverd door het Despotaat Epirus. De epirotische heerschappij duurde voort totdat het na de slag van Pelagonia onderdeel werd van het rijk van Nicea (en na 1261 van het Byzantijnse rijk). Waarschijnlijk stond het echter vaker onder controle of invloed van de autonome Griekse heersers van Neopatras. Toen de Catalanen in 1319 Neopatras bezetten, werd in 1322 het castrum Phtelei overgenomen door de Republiek Venetië, met instemming van de Byzantijnen en de inwoners. Deze republiek installeerde een rector (gouverneur) en een castellan en bestuurde het als onderdeel van de kolonie Negroponte. In 1350 werd het geplunderd door de Catalanen en hun bondgenoten, maar het bleef in Venetiaanse handen als geïsoleerde buitenpost tot 1470. In dat jaar werd afgestaan aan het Ottomaanse rijk na het verlies van Negroponte. De inwoners werden gedeporteerd naar Constantinopel om dit te "herbevolken". Delen van het verwoeste middeleeuwse fort zijn nog aanwezig. Ten zuidwesten van Pigadi liggen een vierkante donjon, een waterkelder, funderingen van huizen en een stadsmuur, en de zogenaamde Alatopyrgos, een uitkijktoren aan de kust.